# Muring
Muring (mooring) – lina tonąca, której jeden koniec zamocowany jest do nabrzeża, a drugi do zatopionego w wodzie obciążenia. Służy do cumowania jachtu prostopadle do nabrzeża lub pomostu.
Cumowanie jachtu do muringu odbywa się poprzez wybranie go z pokładu w ten sposób, aby był on naprężony na odcinku pomiędzy jachtem a zatopionym obciążeniem. Muring zastępuje wówczas kotwicę, boję cumowniczą, bądź cumę obłożoną na dalbie jednocześnie z rufy do nabrzeża biegną 2 cumy, co umożliwia pewne umocowanie jachtu w pozycji prostopadłej do pomostu. Ten sposób cumowania pozwala zmieścić w porcie więcej jednostek niż w przypadku klasycznego cumowania alongside, jednak przy silnym wietrze bocznym, małej wadze jednostki i wysokiej wolnej burcie wymaga pewnej wprawy.  